# Vitekorchis lucasiana
Vitekorchis lucasiana är en orkidéart som först beskrevs av Robert Allen Rolfe, och fick sitt nu gällande namn av Agnieszka Romowicz och Dariusz Lucjan Szlachetko. Vitekorchis lucasiana ingår i släktet Vitekorchis och familjen orkidéer. Inga underarter finns listade i Catalogue of Life.